# الغزالة الذهبية
مركب الغزالة الذهبية (بالفرنسية: La Gazelle d'Or)‏،

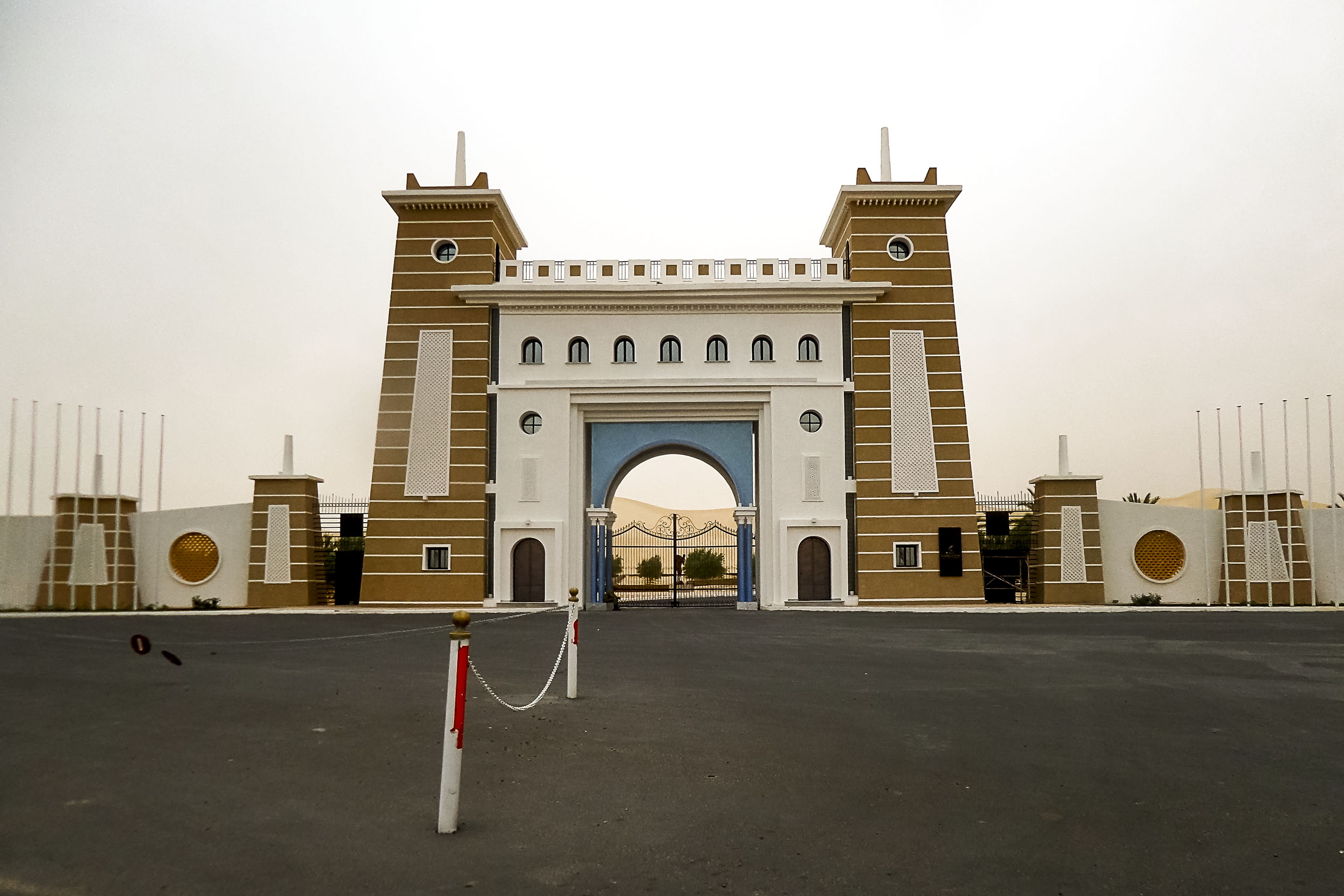
مدخل المنتجع

 هو منتجع يقع بمدخل مدينة وادي سوف الجزائرية، صاحب ومؤسس هو الملياردير الجزائري جيلالي مهري، استغرق إنجازه 40 سنة، وخُصص له غلاف مالي قارب 100 مليار سنتيم.
يتربع على مساحة 280 هكتارا مزينة بأكثر من 30 ألف نخلة يتضمن 12 فيلا، 100 غرفة على شكل “بنغالو”، 52 خيمة كغرف نوم، فيلتان من ثلاث غرف، كلها بطابع عربي مغاربي وسوفي بالدرجة الأولى، كما يوجد بداخله 5 مطاعم فاخرة ومسبحان كبيران، إضافة إلى حمام كبير به قاعة رياضة ومركز للإسترجاع، قاعتان للاستقبال، وقاعة متعددة الخدمات لإقامة المؤتمرات بسعة 500 مقعد، إضافة إلى خيمة كبيرة لتنظيم المؤتمرات تتسع لـ150 مقعد.
المنتجع السياحي يضم أيضا فندقا بـ120 غرفة لفائدة الزبائن الاقتصاديين وكذا عابري السبيل، ويعتبر “الغزالة الذهبية” الوحيد من نوعه في الجزائر القادر على استقبال جميع الزبائن ليصبح بذلك أكبر منتجع سياحي في أفريقيا

## البطاقة الفنية
يضم 87 غرفة و72 “بنغالو”، إضافة إلى 51 خيمة مهيأة و14 مسكنا مجهزا، وفضاء سكنيا للمستخدمين والعمال. بالمقابل، جهز المركب بملعب للغولف وفق المقاييس الدولية على امتداد 100 هكتار، زيادة على حمام عصري ومتحف وأحواض للسباحة وعدة مطاعم، فهو بالتالي مصنف ضمن أهم المشاريع السياحية والفندقية بالمنطقة، الذي يوفر إجمالا قدرة استيعابية بـ494 سرير، ويوفر 393 منصب عمل مباشر، زيادة على دورات التكوين والتأهيل التي يستفيد منها العمال والموظفون. ومن بين ميزات المركب؛ توفره على واحة على مساحة 150 هكتار وغرف وملاحق و5 مطاعم متخصصة، كما تم تهيئة قاعة للمحاضرات.

## وصلات خارجية
- الموقع الرسمي المنتجع السياحي الغزالة الذهبية
- “الغزال الذهبي”.. جنة خضراء في قلب الصحراء